# Richard Lichtheim

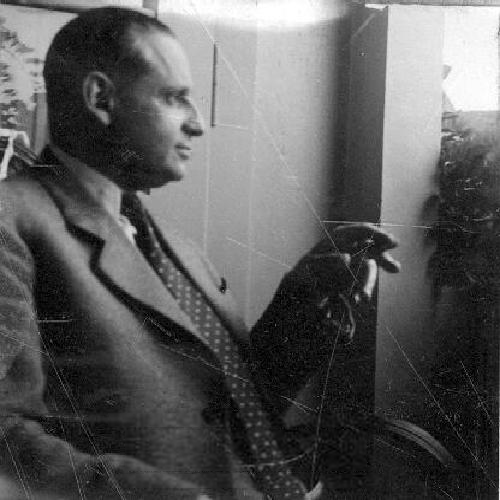
Richard Lichtheim (1932)

Richard Lichtheim (geboren 16. Februar 1885 in Berlin; gestorben 29. April 1963 in Jerusalem, Israel) war ein deutscher und später israelischer Politiker, Publizist und Versicherungsmanager.

## Leben
Richard Lichtheim studierte Wirtschaftswissenschaften an der Humboldt-Universität zu Berlin und der Albert-Ludwigs-Universität Freiburg. Er arbeitete ab 1911 als Redakteur bei der zionistischen Zeitung Die Welt. Lichtheim war von 1913 bis 1917, als Nachfolger von Victor Jacobson,  Vertreter der Zionistischen Weltorganisation in der osmanischen Hauptstadt Konstantinopel, wo er während des Ersten Weltkrieges wiederholt durch Interventionen bei deutschen und türkischen Stellen Repressionen gegen die jüdischen Siedler in Palästina verhinderte, und mit Hilfe des damaligen amerikanischen Botschafters Henry Morgenthau senior humanitäre Hilfslieferungen organisierte. Wichtige Kontaktpersonen in Konstantinopel dabei war der  Korrespondent der Frankfurter Zeitung, Paul Weitz
In Bezug auf die sogenannte „Versteckte Frage“, den Umstand, dass weite Teile der zionistischen Bewegung davon ausgingen, dass sich die Probleme, die für sie vor Ort durch die arabische Bevölkerungsmehrheit Palästinas entstanden, mit der Zeit von selbst lösen würden, hatte Lichtheim abgeklärte Ansichten, als er 1913 schrieb, „die Araber sind und bleiben unsere natürlichen Gegner, denn sie wollen eine geregelte Regierung, ein legitimes Steuerwesen und die politische Unabhängigkeit“.
Wegen seiner Kontakte zu US-Stellen geriet Lichtheim 1917 unter Spionageverdacht und musste nach Deutschland zurückkehren. 1919 gehörte er zur zionistischen Delegation bei den Friedensverhandlungen von Versailles, und 1921 berief ihn Chaim Weizmann ins Büro der Zionistischen Weltorganisation nach London. 
1925 schloss Lichtheim sich nach einem Zerwürfnis mit Weizmann der Revisionistischen Bewegung von Vladimir Jabotinsky an und wurde deren Vertreter im Deutschen Reich. Er hatte Jabotinski in den Jahren 1913–14 in Konstantinopel kennengelernt, als dieser Chefredakteur der von Lichtheims Vorgänger Jacobson und dem damaligen WZO-Präsidenten David Wolffsohn gegründeten französischsprachigen Tageszeitung Jeune Turc (1908–1915) war.  Nach dem Bruch mit Weizmann arbeitete Lichtheim in Berlin hauptberuflich als  Versicherungsmakler. 1934 wanderte Lichtheim mit seiner Familie nach Palästina aus. Später wandte er sich vom immer radikaleren Kurs Jabotinskys ab und wurde wieder Exekutivmitglied der Zionistischen Weltorganisation. Beruflich war er als studierter Volkswirt in Palästina wiederum bei Versicherungsunternehmen tätig.
1938 bis 1946 war Lichtheim Vertreter der Zionistischen Weltorganisation beim Völkerbund in Genf. 1942 sandte er von Genf aus die ersten Berichte über die Shoah nach Jerusalem. Nach dem Zweiten Weltkrieg und der Staatsgründung Israels lebte Lichtheim in Jerusalem und schrieb mehrere Bücher und Schriften über die Geschichte des Zionismus.
Lichtheim hatte zusammen mit seiner Frau Irene zwei Kinder, den britischen marxistischen Theoretiker und Journalisten George Lichtheim (1912–1973) sowie die israelische Ägyptologin Miriam Lichtheim (1914–2004).

## Schriften (Auswahl)
- Das Programm des Zionismus. Berlin-Charlottenburg : Zionist. Vereinig. für Deutsch, 1911.
- Der Aufbau des jüdischen Palästina. Berlin : Jüdischer Verlag, 1919.
- Revision der zionistischen Politik. Berlin : Ewer-Buchhandlung, 1930.
- Die Geschichte des deutschen Zionismus. Jerusalem : Mass, 1954.
- Rückkehr – Lebenserinnerungen aus der Frühzeit des deutschen Zionismus. DVA, Stuttgart 1970.
- Berichte und Briefe in: Henry Friedlander: Archives of the Holocaust. Band 3 : Central Zionist Archives, Jerusalem. 1939–1945. Bearbeitung Francis R. Nicosia. New York : Garland, 1990